# سندرم هایپرفسفاتازی به‌همراه کم‌توانی ذهنی
سندرم هایپرفسفاتازی به‌همراه کم‌توانی ذهنی (انگلیسی: Hyperphosphatasia with mental retardation syndrome) یا به اختصار HPMRS که با نام سندرم مابری هم شناخته می‌شود، یک بیماری نادر ژنتیکی است که در هر چهار قارهٔ جهان مشاهده شده‌است.
ثابت گردیده‌است که این بیماری توارثی اتوزومال مغلوب دارد و مشخصه‌اش کم‌توانی ذهنی شدید، سطح بسیار بالای آلکالین فسفاتاز سرم خون، بندانگشتان تحلیل‌رفته و ویژگی‌های خاص چهره‌ای نظیر فاصلهٔ زیاد چشم‌ها از هم، پل بینی پهن و صورت مثلثی‌شکل است.

## بیماری‌زایی
این بیماری در بیشتر اوقات در نتیجهٔ جهش ژن PIGV ایجاد می‌شود، اما گوناگونی ژنتیکی نیز در این بیماری مشاهده شده‌است. ژن PIGV یکی از عوامل مؤثر در ساخت قلاب گلیکوزیل‌فسفاتیدیل‌اینوزیتول است. کاهش فعالیت این ژن سبب کاهش اتصال آلکالین فسفاتاز یه سطح سلول‌ها و بالا رفتن سطح آن در سرم می‌گردد.